# Johannes Prassek
Blahoslavený Johannes Prassek (13. srpna 1911, Hamburk – 10. listopadu 1943, tamtéž) byl německý římskokatolický duchovní, kaplan ve farnosti při kostele Nejsvětějšího Srdce Ježíšova v Lübecku. Stal se obětí nacistického pronásledování katolické církve a v roce 2011 byl papežem Benediktem XVI. beatifikován.

## Život

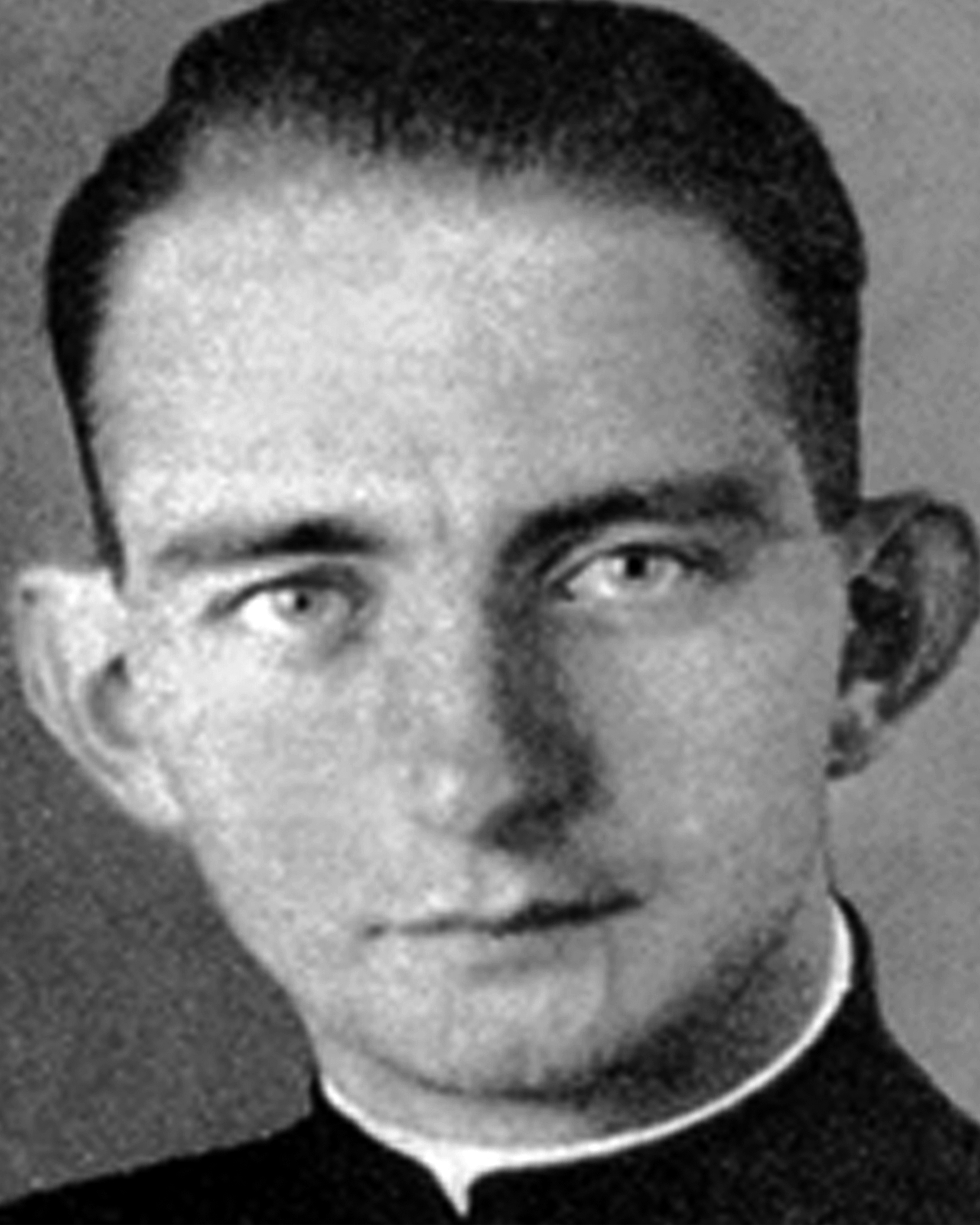
Fotografie

Narodil se v roce 1911 jako nemanželské dítě; jeho rodiče uzavřeli sňatek roku 1912. Johannesův otec pocházel ze Strahovic ve Slezsku (dnes na území České republiky), matka pocházela z Meklenburska a byla původně protestantka (proto byl Johannes nejprve pokřtěn v evangelickém kostele, a následně mu byl sub conditione udělen i křest katolický); matka později konvertovala ke katolické víře.
Johannes Prassek začal po kněžském svěcení působit jako kaplan ve Wittenbergu a od roku 1939 působil v Lübecku. Mezi věřícími byl znám jako otevřený a přátelský člověk. Ve svých kázáních neskrýval odpor k nacismu a kritizoval německé biskupy za jejich pasivitu. Na svém psacím stole měl fotografii münsterského biskupa Galena, velkého odpůrce nacistického režimu. Poskytoval duchovní péči polským dělníkům, kteří byli nuceně nasazeni v Německu (polský jazyk dobře ovládal díky svému otci). V důsledku provokace ze strany agenta, kterého nastrčilo gestapo, byl zatčen. Byl dopraven do vězení v Hamburku a zde 10. listopadu 1943 ve věku 32 let sťat gilotinou.

## Beatifikace
Papež Benedikt XVI. dal souhlas k beatifikaci 1. července 2010. Akt beatifikace vykonal jménem papeže (jako jeho legát) kardinál Walter Kasper v kostele Nejsvětějšího Srdce Ježíšova v Lübecku 25. června 2011. Spolu s Johannem Prasskem byli beatifikováni další dva kněží-mučedníci z období nacismu, Eduard Müller a Hermann Lange.

## Odkazy

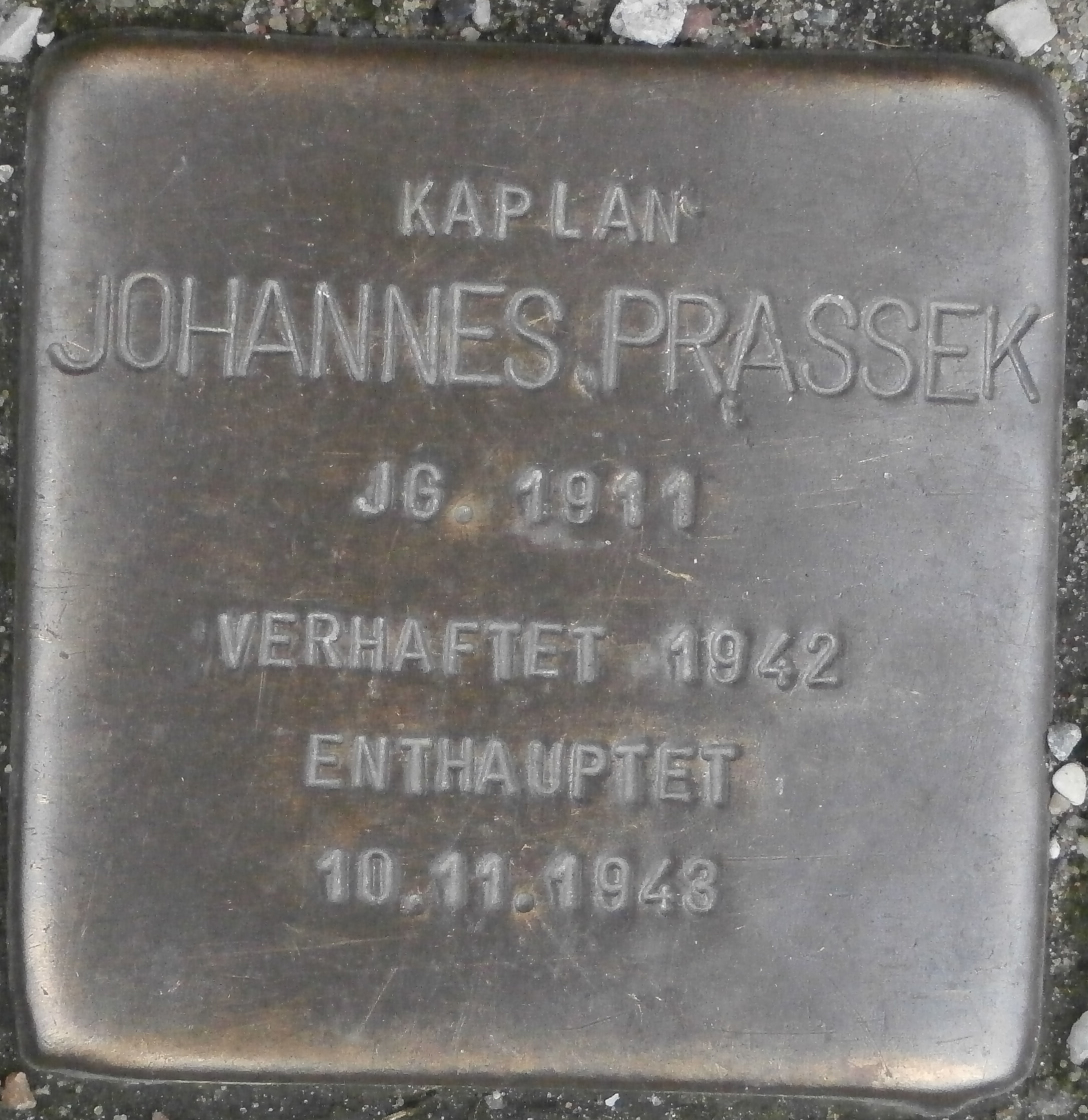
Stolpersteine věnovaný bl. Johannesu Prassekovi